# Кунищак, Веслав Станислав
Веслав Станислав Кунищак (пол. Wiesław Stanisław Kuniczak, 4 февраля 1930, Львов, Польская Республика — 20 сентября 2000, Дойлстаун, США) — польский писатель и переводчик, большую часть жизни проживший в США. Писал на польском и английском языках.

## Биография
Родился в семье офицера польской армии Станислава Бронислава Кунищака. После германского вторжения в Польшу в 1939 году его отец с семьей смог добраться до Великобритании. Веслав учился в Лондонском университете, затем в 1950 году переехал в США, чтобы продолжить учебу, получил специальность журналиста в Колумбийском университете.
Во время Корейской войны Веслав пошел добровольцем в армию США. Затем, так как он интересовался индуистской философией, он отправился в Индию, а на обратном пути в США в Греции на границе его задержали с гашишем, который он вез в подарок своим друзьям. Его приговорили к 10 годам заключения, но, благодаря заступничеству писателя Ежи Косинского, его досрочно освободили через три года. Затем он был журналистом и консультантом по рекламе в Кливленде и Питтсбурге.
Главным произведением, написанным Веславом Кунищаком, стала трилогия о поляках во время Второй мировой войны, включающая романы «Тысячечасовой день» (Dzień tysiąca godzin, 1966), «Марш» (The March, 1979) и «Прощание» (Valedictory, 1983). Также он написал детектив «Дело Семпинского» (The Sempinski Affair, 1967) нехудожественную книгу «Моё имя — миллион: иллюстрированная история поляков в Америке» (My Name is Million: An Illustrated History of the Poles in America), переводил на английский язык романы Сенкевича, также был автором ряда драм, оперы и десятков эссе, опубликованных в различных газетах.
Роман Кунищака «Марш» о судьбе поляков в СССР в 1940–1943 годах был переведен на 17 языков (на русский не переводился),  благодаря ему Кунищак в 1984 году был номинирован на Нобелевскую премию по литературе.